# Fletschhorn
Il Fletschhorn (3.993 m s.l.m.) è una montagna delle Alpi Pennine (sottosezione Alpi del Mischabel e del Weissmies).

## Caratteristiche

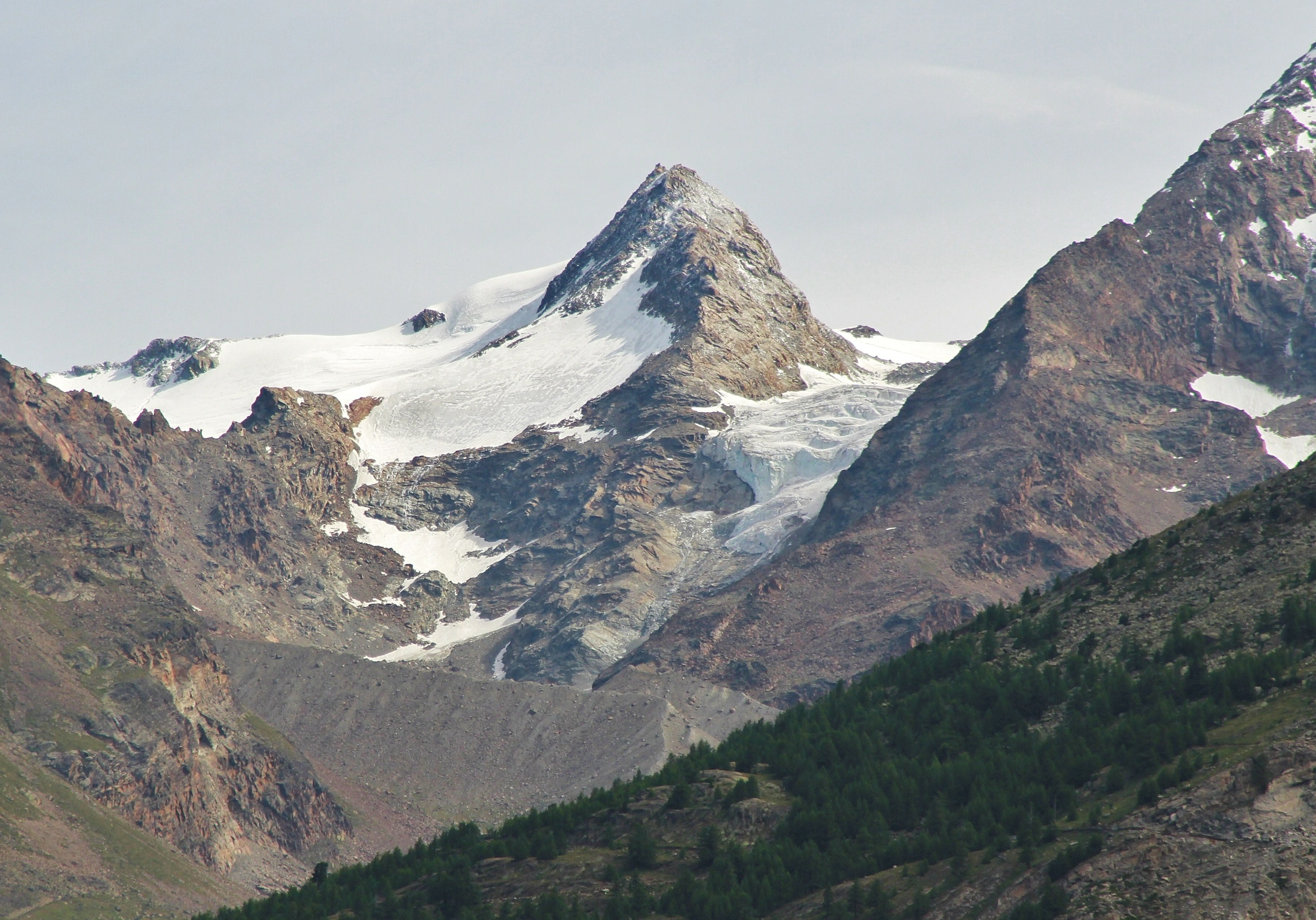
La montagna vista da Saas-Fee.

Si trova a nord dei più alti Lagginhorn e Weissmies tra la Saastal e la Val Divedro. Fino al 1956 la montagna era quotata a 4.001 metri, poi corretti, a seguito di nuove rilevazioni trigonometriche, agli attuali 3.993 m  Archiviato il 6 marzo 2016 in Internet Archive..

## Salita alla vetta

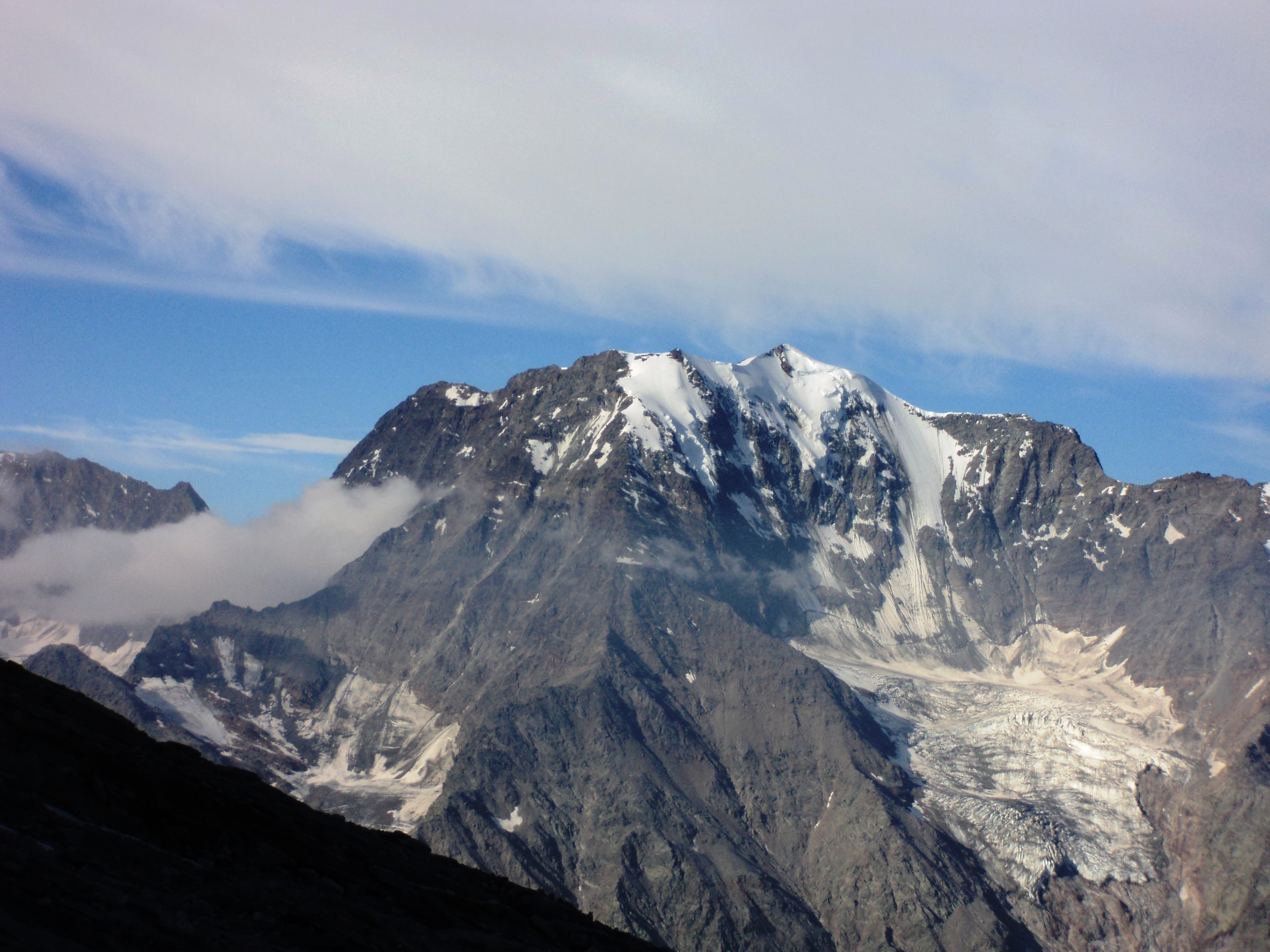
La montagna vista da nord-est salendo verso il Monte Leone e sopra il Passo del Sempione.

La montagna fu salita per la prima volta nel luglio 1889 da J. D. James con la guida Ambros Supersaxo.
Si può salire sulla montagna partendo dalla Weissmieshütte (2.726 m) e percorrendo la cresta nord-ovest.